# Thomas Louis Hanna
Thomas Louis Hanna (* 21. November 1928; † 29. Juli 1990) war ein Philosophieprofessor, Bewegungstheoretiker und -praktiker, der 1976 den Begriff Somatics erstmals eingeführt hat. Er nannte seine Methode „Hanna Somatic Education“. Nach seinen Lehren gründen die viele gesundheitliche Probleme auf der von ihm sogenannten „sensomotorische Amnesie“. So entstünden viele gängige Beschwerden im Alter nicht durch den eigentlichen Alterungsprozess, sondern durch schlechte Bewegungsgewohnheiten.

## Leben
Thomas Hanna wurde am 21. November 1928 in Waco, TX, USA geboren. Er war der Sohn von Winifred Hanna und John Dwight Hanna, einem viel reisenden Pharmavertreter. Thomas Hanna besuchte zunächst die Waco High School. Danach studierte er Religionswissenschaften an der Texas Christian University, wo er 1949 seinen Bachelorabschluss ablegte. Am 12. Mai 1950 heiratete Hanna Susan Taft. Sie gingen gemeinsam nach Paris, wo er den Posten als Leiter des Jean de Beauvais Clubs der Pariser Universität (Sorbonne) übernahm. 
Nach seiner Rückkehr in die Vereinigten Staaten erlangte er 1954 einen Bachelorabschluss in Theologie an der University of Chicago. 1958 erhielt er dort seinen Doktorgrad in Philosophie und Theologie. Daraufhin arbeitete Hanna als Dozent und Wissenschaftler an verschiedenen Universitäten, zuerst am Hollins College in Roanoke, Virginia und als Gastdozent an der Duke University, North Carolina sowie später in Paris, Brüssel, Mainz und Guadalajara. Von 1965 bis 1973 war er Professor und Dekan der philosophischen Fakultät der University of Florida. 1974 heiratete er Eleanor Criswell, Yogalehrerin und Gründerin des Humanistischen Psychologischen Instituts.
Thomas Hanna starb am 29. Juli 1990 bei einem Autounfall in Sonoma, Kalifornien. Nach seinem Tod unterrichtete seine Ehefrau weiter seine Lehren und führte zusammen mit seinen Schülern die Ausbildung in Hanna Somatic Education fort.

## Somatics
An der University of Florida studierte Hanna Neurobiologie. Dort entwickelte er die Theorie, dass alle individuellen Lebenserfahrungen sich physisch in körperlichen Mustern manifestieren. 1970 veröffentlichte er seine Theorien im Buch "Bodies in Revolt: A Primer in Somatic Thinking". Revolutionär war daran die Wiederentdeckung der „Perspektive der ersten Person“ auf den Körper, das heißt der subjektiven Erfahrung des eigenen Körpers. Dies kann als ein wichtiger Meilenstein für die Integration von Psyche und Körper gesehen werden. Nach seinem Umzug nach San Francisco 1973 kam Hanna mit der Theorie der Funktionellen Integration von Moshé Feldenkrais in Berührung. 1975 nahm Thomas Hanna an der ersten Feldenkrais-Ausbildung, die in den USA stattfand, teil. Er wurde Feldenkrais Practitioner, d. h. er übte die Methode auch praktisch aus. Seine Erfahrungen mit Funktioneller Integration und anderen Körpertherapie-Verfahren schlugen sich in seinem Buch „The Body of Life“ (1979) nieder.
1973 wurde Hanna Leiter des Humanistischen Psychologischen Instituts, das später in Saybrook Institut umbenannt wurde. Er und seine Frau Eleanor Criswell Hanna eröffneten 1975 das Novato Institute for Somatic Research and Training. Außerdem gründeten sie die Zeitschrift "Somatics: Magazine – Journal of the Bodily Arts and Sciences". In ihr wurden die neuen Verfahren und Theorien zu Somatics vorgestellt und diskutiert. Seinen Leitsatz „Soma is the body experienced from within“ wiederholte er darin wie ein Mantra mehrfach in jedem Heft. Hanna erweiterte seine Theorien und veröffentlichte sie 1988 in "Somatics: Reawakening the Mind's Control of Movement, Flexibility and Health".
Damit stellte seine philosophische Sicht des Körpers auf eine naturwissenschaftliche, neurobiologische Grundlage. Insbesondere bedeutet dies eine Betonung der Somatosensorik (Rezeptoren zum Spüren des eigenen Körpers, zur Propriozeption) und der kreisförmigen sensomotorischen Steuerung aller bewussten und unbewussten Bewegungen und deren Störungen. Dies kann als früher Betrag zum Embodiment-Konzept gesehen werden, wonach sich nicht nur psychische Zustände im Körper ausdrücken, sondern auch: Körperzustände psychische Zustände beeinflussen.
Hanna stellte drei Hauptmuster von unbewussten Dauerkontraktionen heraus, die sich durch den ganzen (beseelten) Körper ziehen. Diese Verspannungsmuster kann sich jeder Mensch während seines Lebens in mehr oder weniger starker Ausprägung unbemerkt zuziehen, da er psychophysisch reflexhaft auf Vorkommnisse in seinem Leben reagiert. Je älter man wird und je mehr man in seinem Leben mitmacht, umso größer das Risiko für eines oder mehrere der folgenden Muster:
1. der Red Light Reflex = Rückzugsreaktion, die zu einer vorgebeugten Haltung mit Dauerkontraktion vor allem der Bauch- und Brustmuskeln führt, was funktionelle Beschwerden (z. B. an Magen, Herz, Blase), Ängste und Depressionen sowie Nacken- und Kopfschmerzen hervorrufen kann (entspricht dem „Körperschema der Angst“ bei Feldenkrais). Umgekehrt kann diese Körperhaltung eine ängstlich-depressive Grundstimmung bewirken.
2. der Green Light Reflex = die Selbstbehauptungs- und Leistungsreaktion, die zu einer überaufgerichteten,  leicht nach hinten gebeugten Haltung mit Dauerkontraktion vor allem der Rücken- und Gesäßmuskulatur führt. In dieser Haltung bleibt man in einem Stress- und Leistungsmuster gefangen und kann schwer abschalten und zur Ruhe kommen. Hanna sieht sie als Hauptursache der weit verbreiteten Schmerzen im unteren Rücken.
3. der Trauma Reflex, der meist im Gefolge von Verletzungen (z. B. an Bein oder Arm) entsteht und zu bleibenden Schiefhaltungen mit Seitwärtsneigung und Verdrehung und damit zu einseitigen Beschwerden, führen kann (z. B. Schmerzen und Bewegungseinschränkungen an Nacken, Schulter, Hüfte, Knie etc.).

Hanna vertritt in diesem Buch außerdem die Meinung, dass der Mensch altern könne ohne unter chronischer Steifheit, Rückenproblemen, chronischen Schmerzen, Müdigkeit, Bluthochdruck etc. zu leiden. Dies sei möglich, wenn eine Person über den sensomotorischen Cortex die bewusste Kontrolle über Nerven und Muskeln behielt oder wieder erlangte. Hanna war ebenfalls der Überzeugung, dass Fähigkeiten, die aufgrund von senso-motorischer Amnesie verlernt wurden, in jedem Alter neu erlernt werden könnten.
1990 stellte Hanna sein eigenes Ausbildungsprogramm, Hanna Somatic Education, am Novato Institute und in München vor. 1989 hatte er seine erste Ausbildungsgruppe mit dieser neuen körpertherapeutischen Methode in USA begonnen. Hier lehrte er die genaue Funktionelle Anatomie der drei Spannungsmuster und im praktisch-therapeutischen Teil vor allem die „pandiculations“: geführte Bewegungen mit natürlichem Spür-Biofeedback durch den Therapeuten zur Überwindung der Sensomotorischen Amnesie. Pandiculations sind eigentlich Räkelbewegungen (zu denen auch das Gähnen zählt), die vor allem von Fraser schon bei Säugetieren im Mutterleib studiert wurden und die Hanna als grundlegende, täglich erneuerte Inbetriebnahmen der Sensomotorischen Steuerung gelten. Anders als beim Stretching werden beim Räkeln die Muskeln zunächst angespannt und dann allmählich aus nachlassender Spannung verlängert. Die „assisted pandiculations“, deren Beschreibung Hanna nirgends veröffentlichte, sondern nur in seiner Ausbildung mündlich und praktisch weitergegeben hat, sind der eigentliche Kern seiner Therapie. Er erlebte den Abschluss seiner ersten eigenen Ausbildungsgruppe nicht mehr.

## Somatics im deutschsprachigen Raum
Im deutschsprachigen Raum wird Somatics nach Thomas Hanna, auch bekannt als Hanna Somatics, grundsätzlich zu den Körpertherapien gerechnet. Zu den bekanntesten Vertreterinnen von Hanna Somatics zählen im deutschsprachigen Raum Beate Hagen mit ihrem Angebot "Sensomotorics nach Beate Hagen" sowie Helga Pohl mit der "Sensomotorischen Körpertherapie nach Dr. Pohl" (Pohltherapie). Beide haben die Pandiculations von Hanna noch um weitere körpertherapeutische Verfahren ergänzt und bilden in ihrer jeweiligen kombinierten Methode auch aus. Allen Vertretern von Hanna Somatics im deutschsprachigen Raum gemeinsam ist die Überzeugung, dass die meisten chronischen Schmerzen und funktionellen Beschwerden ohne organmedizinischen Befund auf unbemerkte, dauerhafte Dauerkontraktionen in der Muskulatur und auf eine Einbuße in der sensomotorischen Steuerung zurückzuführen sind. Mit den Methoden von Hanna Somatics sollen die unbewussten Dauerkontraktionen gelöst und das Sensomotorische Bewusstsein wiedererlangt werden, sodass die Patientinnen und Patienten eine langfristige Beschwerdefreiheit erreichen können.

## Schriften
- Hanna, Thomas L. (1958). The Thought and Art of Albert Camus. Regnery Company.
- Hanna, Thomas L. (1962). The Bergsonian Heritage. Columbia University Press.
- Hanna, Thomas L. (1962). The Lyrical Existentialists. Atheneum.
- Hanna, Thomas L. (1970). Bodies in Revolt: A Primer in Somatic Thinking. Holt, Rinehart and Winston.
- Hanna, Thomas L. (1976). The End of Tyranny: An Essay on the Possibility of America. Freeperson Press.
- Hanna, Thomas L. (1979). Explorers of humankind. Harper & Row.
- Hanna, Thomas L. (1980). The Body of Life: The new somatic approach to health: an examination of Functional Integration and the other almost miraculous systems of body therapy used to achieve physicalwell-being and improved emotional health. Knopf.
- Hanna, Thomas L. (1988). Somatics: Reawakening the Mind’s Control of Movement, Flexibility, and Health. Da Capo Press.
- Hanna, Thomas L. (1991). Letters from Fred: A Novel. Freeperson Press.
- Hanna, Thomas L. (1995). "What is Somatics?" In Don Hanlon Johnson, ed., Bone, Breath and Gesture. 341-53. Berkeley: North Atlantic.

Auf Deutsch erschienen:
- Hanna, Thomas L. (1989, überarbeitete Neuausgabe 2016). Beweglich sein - ein Leben lang: Die heilsame Wirkung körperlicher Bewusstheit. Mit Übungsprogramm – Kösel, München. Übersetzung Hanna, Thomas L. (1988). Somatics: Reawakening the Mind’s Control of Movement, Flexibility, and Health. Da Capo Press.
- Hanna, Thomas L. (1995). Das Geheimnis gesunder Bewegung: Wesen & Wirkung Funktionaler Integration. Die Feldenkrais-Methode verstehen lernen. Junfermann, Paderborn. Übersetzung Hanna, Thomas L. (1980). The Body of Life: The new somatic approach to health: an examination of Functional Integration and the other almost miraculous systems of body therapy used to achieve physicalwell-being and improved emotional health. Knopf.

## Audio CDs und MP3
Somatic Exercises CD Sets and mp3 flashdrives narrated by Thomas Hanna:
- 79 Somatic Exercises to Control Neuromuscular Stress (CD, flashdrive)
- Somatic Exercises: The Complete Cat Stretch (CD, flashdrive)
- Somatic Exercises for the Legs and Hip Joints (CD, flashdrive)
- Somatic Exercises for the Hands, Wrists, Elbows and Shoulders (CD, flashdrive)
- Somatic Exercises for the Neck, Jaw and Skull (CD, flashdrive)
- Somatic Exercises for the Lower Back (CD, flashdrive)
- Somatic Exercises: Freeing the Whole Body from Center to Periphery (CD, flashdrive)
- Somatic Exercises for Delicate Backs (CD, flashdrive)
- Somatic Exercises for Full Breathing (CD, flashdrive)
- Somatic Exercises for Feet, Knees and Pelvis (CD, flashdrive)
- Somatic Exercises for Rounded Shoulders and Depressed Chests (CD, flashdrive)
- Somatic Exercises for Protruding Bellies (CD, flashdrives)
- Somatic Kinesiology (CD, flashdrive)

Auf Deutsch erschienen:
- Audio-CD – Hörbuch Thomas Hanna: Hanna Somatics: Das Übungsprogramm zu Beweglich sein ein Leben lang, Kösel 2018

## DVD und Videos
- Hanna, Thomas L. Unlocking Your Body - Regaining Youth through Somatic Awareness, Thomas Hanna, from "Thinking Allowed" with Dr.Jeffrey Mishlove.(DVD)[24]

Auf Deutsch erschienen:
- Cat Stretch von Thomas Hanna (Youtube)[25]